# Cyntia
Cyntia – imię żeńskie pochodzenia greckiego, oznaczające "kobieta z góry Kynthos". Na tej górze według mitologii narodzić się miała wraz ze swoim bratem Apollinem bogini Artemida.
Cyntia imieniny obchodzi 30 stycznia.
Znane osoby o imieniu Cyntia:
- Cynthia Geary – aktorka
- Cynthia Kaszyńska
- Cynthia Ozick – pisarka
- Cynthia Ann Crawford – modelka
- Cynthia Ann Stephanie Lauper – amerykańska piosenkarka
- Cynthia Nixon – amerykańska aktorka filmowa
- Cynthia Watros – amerykańska aktorka filmowa
- Cynthia Rhodes – amerykańska aktorka filmowa
- Cynthia Rothrock – amerykańska aktorka i producentka, mistrzyni sztuk walki

Istnieją różne odpowiedniki tego imienia, np.:
- z łacińskiego: Cinthia
- z angielskiego: Cynthia
- z niemieckiego: Cynthie
- z francuskiego: Cinthie
- z hiszpańskiego: Cintia